# كرية إهليلجية

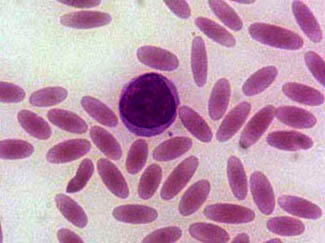
كريات دم بيضاوية أو اهليجية ويلاحظ فيها الشكل البيضاوي غير الطبيعي

الكرية الإهليجية هي شكل من أشكال كريات الدم الحمراء غير الطبيعية (ويطلق عليها أيضاً كرية بيضاوية). بحيث تكون اهليجية أو بيضاوية الشكل. غالباً مايشاهد هذا الشكل من كريات الدم الحمراء في مرضى
- كثرة الكريات الإهليجية الوراثي
- الثلاسيميا
- فقر الدم بعوز الحديد
- فقر الدم بسحاف النقي
- فقر الدم الضخم الأرومات (يحدث عادة بسبب نقص حمض الفوليك ونقص فيتامين بي 12)